# 2218 Wotho
A 2218 Wotho (ideiglenes jelöléssel 1975 AK) a Naprendszer kisbolygóövében található aszteroida. Paul Wild fedezte fel 1975. január 10-én.